# Andy Griffith
Andrew Samuel Griffith (Mount Airy, 1º giugno 1926 – Manteo, 3 luglio 2012) è stato un attore, regista e produttore televisivo statunitense.È noto soprattutto per aver interpretato l'avvocato Matlock nell'omonima serie televisiva statunitense.

## Biografia

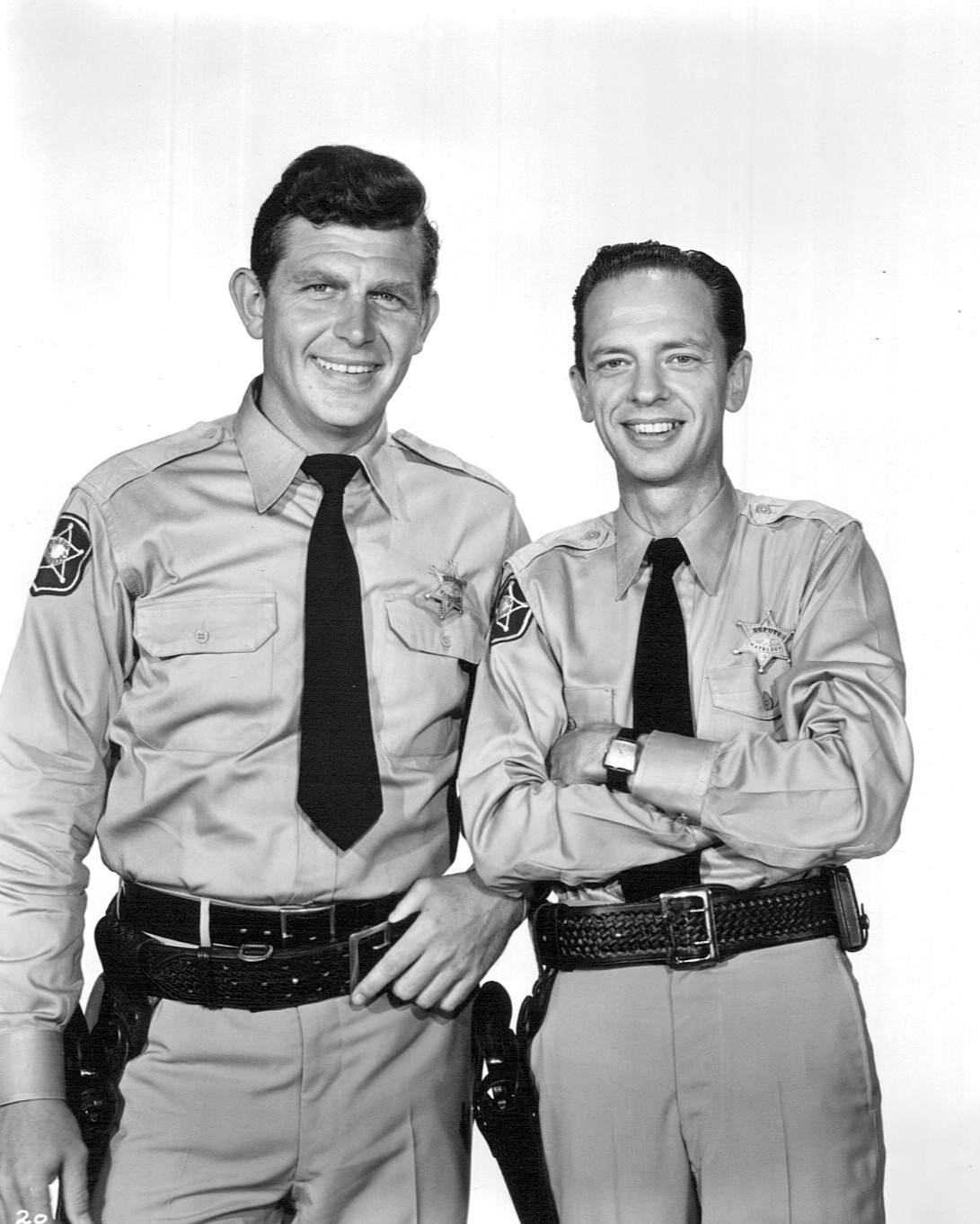
Andy Griffith con Don Knotts nel Andy Griffith Show (1960)

Griffith nacque a Mount Airy, Carolina del Nord, figlio unico di Geneva (nata Nunn) e Carl Lee Griffith. Frequentò l'Università della Carolina del Nord a Chapel Hill e si laureò in storia della musica nel 1949 alla North Carolina University. Successivamente insegnò inglese al Goldsboro High School di Goldsboro (Carolina del Nord), per alcuni anni, prima di avere i primi ruoli televisivi in celebri trasmissioni come l'Ed Sullivan Show e di iniziare una carriera da cantante gospel.
Interprete per il grande schermo del film Un volto nella folla (1957) di Elia Kazan, Griffith conquistò il definitivo successo grazie al ruolo di protagonista nella serie Andy Griffith Show, in cui dal 1960 interpretò il saggio sceriffo della piccola cittadina immaginaria di Mayberry, nella Carolina del Nord. Lo show si protrasse per otto stagioni, generando diversi spin-off e rendendo Griffith un divo del piccolo schermo. 
Dopo aver superato una grave malattia, dal 1986 Griffith produsse e interpretò la fortunata serie Matlock, nella quale impersonò l'omonimo avvocato dal cuore d'oro, amante degli hot dog e impegnato a riflettere sui casi nel proprio studio legale mentre suona il banjo o lucida le scarpe. Al termine della nona stagione, Griffith lasciò la serie e pertanto venne cancellata.
Grazie all'album I Love to Say the Story: 25 Timeless Hymns, pubblicato nel 1996, Griffith vinse il Premio Grammy nel 1997. Morì il 3 luglio 2012, all'età di 86 anni.

## Filmografia

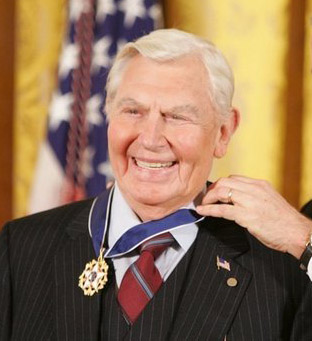
Andy Griffith mentre riceve la Medaglia presidenziale della libertà (2005)

### Cinema
- Un volto nella folla (A Face in the Crowd), regia di Elia Kazan (1957)
- Tempi brutti per i sergenti (No Time for Sergeants), regia di Mervyn LeRoy (1958)
- È sbarcato un marinaio (Onionhead), regia di Norman Taurog (1958)
- Lo sceriffo in gonnella (The Second Time Around ), regia di Vincent Sherman (1961)
- Angel in My Pocket, regia di Alan Rafkin (1969)
- Pazzo pazzo West! (Hearts of the West), regia di Howard Zieff (1975)
- Addio vecchio West (Rustlers' Rhapsody), regia di Hugh Wilson (1985)
- Spia e lascia spiare (Spy Hard), regia di Rick Friedberg (1996)
- Daddy & Them - Una famiglia di pecore nere (Daddy and Them), regia di Billy Bob Thornton (2001)
- Waitress - Ricette d'amore (Waitress), regia di Adrienne Shelly (2007)
- La partita dell'amore (Play The Game), regia di Marc Fienberg (2009)

### Televisione
- The Steve Allen Show - serie TV, 1 episodio (1957)
- The United States Steel Hour - serie TV, 2 episodi (1955-1958)
- Playhouse 90 - serie TV, 1 episodio (1958)
- Make Room for Daddy - serie TV, 1 episodio (1960)
- General Foods Opening Night - film TV (1963)
- Bob Hope Special - film TV (1963)
- Good Morning, World - serie TV, 1 episodio (1967)
- Gomer Pyle, U.S.M.C. - serie TV, 2 episodi (1968)
- The Andy Griffith Show - serie TV, 249 episodi (1960-1968)
- Mayberry R.F.D. - serie TV, 5 episodi (1968-1969)
- Headmaster - serie TV, 13 episodi (1970)
- The New Andy Griffith Show - serie TV, 10 episodi (1971)
- Mod Squad, i ragazzi di Greer (The Mod Squad) - serie TV, 1 episodio (1972)
- The Strangers in 7A - film TV (1972)
- Hawaii Squadra Cinque Zero (Hawaii Five-O) - serie TV, 1 episodio (1972)
- The Doris Day Show - serie TV, 1 episodio (1973)
- Alice e i giorni della droga (Go Ask Alice) - film TV (1973)
- Here's Lucy - serie TV, 1 episodio (1973)
- Preghiera per i gatti selvaggi (Pray for the Wildcats) - film TV (1974)
- Winter Kill - film TV (1974)
- Savages - film TV (1974)
- Adams of Eagle Lake - serie TV, 2 episodi (1975)
- La donna bionica (The Bionic Woman) - serie TV, 1 episodio (1976)
- Street Killing - film TV (1976)
- Six Characters in Search of an Author - film TV (1976)
- Washington: Behind Closed Doors - miniserie TV, 6 episodi (1977)
- Viva o morta (The Girl in the Empty Grave) - film TV (1977)
- Deadly Game - film TV (1977)
- Pattuglia recupero (Salvage 1) - serie TV, 19 episodi (1979)
- Da qui all'eternità (From Here to Eternity) - miniserie TV, 3 episodi (1979)
- Colorado (Centennial) - miniserie TV, 10 episodi (1978-1979)
- Radici (Roots: The Next Generations) - miniserie TV, 1 episodio (1979)
- The Yeagers - serie TV, 2 episodi (1980)
- Assassinio nel Texas (Murder in Texas) (1981)
- Il meglio del west (Best of the West) - serie TV, 1 episodio (1981)
- Saturday Night Live - serie TV, 1 episodio (1982)
- For Lovers Only - film TV (1982)
- Fantasilandia (Fantasy Island) - serie TV, 1 episodio (1982)
- Murder in Coweta County - film TV (1983)
- The Demon Murder Case - film TV (1983)
- Fatal Vision - miniserie TV, 2 episodi (1984)
- Hotel - serie TV, 1 episodio (1985)
- Love Boat (The Love Boat) - serie TV, 1 episodio (1985)
- Reato d'innocenza (Crime of Innocence) - film TV (1985)
- Return to Mayberry - film TV (1986)
- La strada buia (Under the Influence), regia di Thomas Carter – film TV (1986)
- Regalo d'amore (The Gift of Love), regia di Paul Bogart - film TV (1994)
- Matlock - serie TV, 181 episodi (1986-1995)
- Gramps - Segreto di famiglia (Gramps) - film TV (1995)
- Un detective in corsia (Diagnosis Murder) - serie TV, episodi 4x15, 4x16 (1997)
- Scattering Dad - film TV (1998)
- Un canto di festa (A Holiday Romance) - film TV (1999)
- In tribunale con Lynn (Family Law) - serie TV, episodio 2x14 (2001)
- Dawson's Creek - serie TV, episodio 4x14 (2001)

## Doppiatori italiani
Nelle versioni in italiano dei suoi film, Andy Griffith è stato doppiato da:
- Luciano De Ambrosis in Matlock (st. 1-5), Spia e lascia spiare, In tribunale con Lynn, Daddy & Them - Una famiglia di pecore nere
- Gil Baroni in Matlock (st. 7), Waitress - Ricette d'amore
- Bruno Alessandro in Gramps - Segreto di famiglia, Un detective in corsia
- Dario Penne in Omicidio a Coweta Country
- Giancarlo Maestri in Matlock (st. 6)
- Sergio Fiorentini in Matlock (st. 8-9)
- Mario Pisu in Un volto nella folla
- Renato Turi ne Lo sceriffo in gonnella
- Mimmo Palmara in Pattuglia recupero
- Vittorio Congia in Un canto di festa

## Album
- The Collection (2005)
- Pickin' and Grinnin': The Best of Andy Griffith (2005)
- Bound for the Promised Land: The Best of Andy Griffith Hymns (2005)
- The Christmas Guest (2003)
- Back to Back Hits (2003)
- Absolutely the Best (Remastered) (2002)
- Favorite Old Time Songs (2000)
- Wit & Wisdom of Andy Griffith (1998)
- Just as I Am: 30 Favorite Old Time Hymns (1998)
- Sings Favorite Old-Time Songs (1997)
- Somebody Bigger Than You and I (1996)
- I Love to Say the Story: 25 Timeless Hymns (1996)
- American Originals (1993)
- Shouts the Blues and Old Timey Songs (1959) (Nota: questo set include un'apparizione di Brownie McGhee e Sonny Terry).
- Just for Laughs (1958)
- What it was, was Football! Deacon Andy Griffith on Capital Records - EAP 1-498, (1953)